# Ҙ
Ҙ, ҙ е буква от кирилицата. Обозначава звучната зъбна проходна съгласна, подобна на английския звук then /ð/. Използва се в башкирския език, където е 7-ата буква от азбуката.

## Кодове
| Буква  | Уникод |
| ------ | ------ |
| Главна | U+0498 |
| Малка  | U+0499 |

В други кодировки буквата Ҙ отсъства.